# Drwinka (dopływ Wisły)
Drwinka – rzeka, prawobrzeżny dopływ Wisły o długości 31,05 km.
Płynie w powiecie wielickim i bocheńskim, w województwie małopolskim. Źródła znajdują się pod Niepołomicami, ujście w okolicach Świniar w 133,5 km biegu Wisły. Przyjmuje 3 prawostronne dopływy. Są to niewielkie potoki z łąk Puszczy Niepołomickiej, z Wilczego Lasu i spod Gawłówka. 
Drwinka przepływa przez Puszczę Niepołomicką, dzieląc ją jednocześnie na dwa, różne pod względem flory, kompleksy. Południowo-wschodnia część zlewni Drwinki leży w dolinie Wisły na obszarze piasków porośniętych Puszczą Niepołomicką, wypełnionej głównie czwartorzędowymi osadami rzecznymi o miąższu kilkunastu metrów, pokrytymi lessem i utworami piaszczystymi. 
Ocena ogólna jakości wód rzeki Drwinki na jej odcinku ujściowym pod względem fizyko-chemicznym, hydrobiologicznym i bakteriologicznym odpowiada normom klasy II. Wody Drwinki nie wykazują cech eutrofizacji.